# Mednarodni sistem enot
| Osnovne enote SI | Osnovne enote SI | Osnovne enote SI |
| ---------------- | ---------------- | ---------------- |
|                  |                  |                  |
| Simbol           | Ime              | Količina         |
| A                | amper            | električni tok   |
| K                | kelvin           | temperatura      |
| s                | sekunda          | čas              |
| m                | meter            | dolžina          |
| kg               | kilogram         | masa             |
| cd               | kandela          | jakost svetlobe  |
| mol              | mol              | količina snovi   |

Mednarodni sistem enot (SI, skrajšano iz francoskega Système international (d'unités)) je sodobna oblika metričnega sistema in je najbolj razširjen sistem za merjenje. Gre za skladen sistem merskih enot, ki temelji na sedmih osnovnih enotah - amper, kelvin, sekunda, meter, kilogram, kandela, mol - in na dvajsetih predponah za imena enot in simbole enot, ki se lahko uporabijo, kadar gre za večkratnike in dele enot. Sistem določa tudi imena za 22 izpeljanih enot, kot na primer lumen in watt, za druge pogoste fizične količine.
Osnovne enote so izpeljane iz invariantnih naravnih konstant, kot sta hitrost svetlobe v vakuumu in trojna točka vode, ki jih lahko opazujemo in merimo z veliko natančnostjo, in iz enega fizičnega artefakta. Artefakt je leta 1889 certificiran mednarodni prototip kilograma v obliki valja iz platine-iridija, ki ima nominalno enako maso kot en liter vode pri temperaturi tališča. Stabilnost tega prototipa je bila predmet velikih skrbi, tako da so se udeležene države odločile za revizijo na osnovi naravnih konstant, ki naj bi se začela veljati 20. maja 2019.
Izpeljane enote se lahko opredelijo v smislu osnovnih enot ali drugih izpeljanih enot. Sprejete so z namenom, olajšati merjenje različnih količin. SI naj bi bil sistem, ki se s časom razvija; nove enote in predpone se ustvarjajo ter definicije enot spreminjajo z mednarodnim sporazumom, saj tehnologija merjenja napreduje in natančnost meritev se izboljšuje. Najnovejša pridobljena enota, katal, je bila sprejeta leta 1999.
Zanesljivost sistema SI ni odvisna samo od natančnega merjenja standardov za osnovne enote v smislu različnih fizikalnih konstant narave, ampak tudi od natančne opredelitve teh konstant. Množica temeljnih konstant se s časom spreminja, saj znanost odkriva bolj stabilne konstante ali pa je obstoječe mogoče natančneje izmeriti. Meter je na primer leta 1983 bil definiran kot razdalja, ki jo svetloba v vakuumu prepotuje v danem delu sekunde, tako da je vrednost svetlobne hitrosti z vidika definiranih enot točna.
Razlog za razvoj SI je bila raznolikost enot, ki so nastale v okviru sistemov na osnovi centimeter-gram-sekunda (CGS) sistemov (zlasti neskladnost med sistematiko elektrostatičnih enot in elektromagnetnih enot), in neusklajenost med različnimi področji njih uporabe. Generalna konferenca o utežeh in merah (francosko: Conférence générale des poids et mesures - CGPM), ki je bila ustanovljena s Konvencijo o metrih iz leta 1875, je združila številne mednarodne organizacije, z namenom opredeliti definicije in standarde novega sistema ter standardizirati pravila za pisavo in predstavo meritev. Sistem je bil postal veljaven leta 1960 kot rezultat pobude, ki se je začela leta 1948. Temelji na sistemu enot meter-kilogram-sekunda (MKS) in ne na katerikoli varianti CGS. SI so odtlej sprejele vse države z izjemo Združenih držav Amerike, Liberije in Mjanmara.

## Enote in predpone
Mednarodni sistem enot je sestavljen iz niza osnovnih enot, izpeljanih enot in niza decimalnih množiteljev, ki se uporabljajo kot predpone.:103–106 Enote, brez enot s predponami,  tvorijo skladen sistem enot, ki temelji na sistemu količin tako, da imajo enačbe med številskimi vrednostmi, izraženimi v koherentnih enotah, popolnoma enako obliko, vključno s številskimi dejavniki, kot jo imajo ustrezne enačbe med količinami. Na primer: 1 N = 1 kg × 1 m/s2 pravi, da je en newton sila, potrebna za pospešek mase enega kilograma na en meter na sekundo na kvadrat, kot izhaja po načelu skladnosti z enačbo ustreznih količin: F = m × a.
Izpeljane enote se uporabljajo za izpeljane količine, ki se lahko po definiciji izražajo v osnovnih količinah in zato niso neodvisne; na primer, električna prevodnost je inverzna električna upornost, zaradi česar je siemens inverzni ohm in podobno se lahko ohm in siemens nadomestita z razmerjem enot ampera in volta. Druge uporabne izpeljane količine se lahko določijo glede na osnove SI in izpeljanih enot, ki v sistemu SI niso imenovane, na primer pospešek, ki je opredeljen v enotah SI kot m/s2.

### Osnovne enote
Osnovne enote SI so gradniki sistema in vse druge enote so izpeljane iz njih. Ko je Maxwell prvič predstavil koncept koherentnega sistema, je identificiral tri količine, ki bi jih lahko uporabili kot osnovne enote: maso, dolžino in čas. Giorgi je kasneje ugotovil potrebo po električni osnovni enoti, za katero je za SI bila izbrana enota električnega toka. Kasneje so dodali še tri osnovne enote (za temperaturo, količino snovi in jakost svetlobe). 
| Enota ime | Enota simbol | Dimenzija simbol | Količina ime               | Definicija |
| --- | ------------ | ---------------- | -------------------------- | --- |
| meter | m            | L                | dolžina                    | - Prej (1793): ⁠1/10000⁠ opoldnevnika, ki vodi od severnega pola skozi Pariz do ekvatorja.FG - Začasno (1960): 1650763,73 Valovna dolžina v vakuumu elektromagnetnega sevanja pri prehodu med kvantnima nivojema 2p10 in 5d5 v atomu Kr-86. - Sedaj (1983): Razdalja, ki jo svetloba v vakuumu preleti v ⁠1/299792458⁠ sekunde. |
| kilogram | kg           | M                | masa                       | - Prej (1793): Za maso (tedaj pod imenom teža) so definirali enoto grave kot liter čiste vode pri temperaturi tališča.FG - Prehodno (1889): Masa majhnega cilindra prostornine ~47 kubičnih centimetrov, narejenega iz zlitine platine in iridija, ki se hrani v Pavillon de Breteuil, Francija. Tudi, praktično, masa katerekoli od uradnih kopij. - Sedaj (2019): Kilogram naj bi se v bodoče definiral na temelju ekzaktne vrednosti 6,62607015×10−34 J⋅s (J = kg⋅m2⋅s−2) za Planckovo konstanto h, gelede na uporabo definicij za meter in sekundo.                                                     |
| sekunda | s            | T                | čas                        | - Prej: ⁠1/86400⁠ dneva, dolgega 24 ur po 60 minut po 60 sekund - Začasno (1956): ⁠1/31556925,9747⁠ tropskega leta za ephemeridni čas leto 1900 Januar 0 ob 12:00. - Sedaj (1967): Čas trajanja 9192631770 valov sevanja pri prehodu med hiperfinima nivojema osnovnega stanja atoma Cs-133. |
| Amper | A            | I                | električni tok             | - Prej (1881): desetina enote za tok v sistemu CGS. Elektromagnetna enota za tok v [CGS] je tok, ki teče skozi krog s polmerom 1 cm long of a circle 1 cm, ki ustvarja polje jakosti 1 oersteda v središču kroga. IEC - Prehodno (1946): Konstantni tok v dveh vzporednih prevodnikih neskončne dolžine in zanemarljivega krožnega preseka, ki bi na razdalji 1 m v vakuumu ustvaril silo (2±2)×10−7 newtonov na meter dolžine. - Sedaj (2019): amper definira enačba C = A⋅s, ob uporabi ekzaktne vrednosti za osnovni naboj e = 1,602176634×10−19 C (C = A⋅s) in definicije za enoto časa, to je sekundo. |
| kelvin | K            | Θ                | termodinamična temperatura | - Prej (1743): centigradna lestvica se definira z dvema točkama, to je 0 °C za temperaturo tališča vode in 100 °C za vrelišče. - Začasno (1954): Trojna točka (0.01 °C) je definirana kot ekzaktno 273,16 K. - Prehodno (1967): ⁠1/273,16⁠ of the termodinamske temperature trojne točke vode - Sedaj (2019): Za kelvin se pričakuje, da bo definiran na osnovi ekzaktne numerične vrednosti za Boltzmannovo konstanto k kot 1,380649×10−23 J⋅K−1, (J = kg⋅m2⋅s−2), ob hkratni uporabi definicije za kilogram, meter in sekundo.                                                                              |
| mol | mol          | N                | količina snovi             | - Prej (1900):Stehiometrična količina, ekvivalentna masiAvogadrove konstante molekul snovi v gramih.ICAW - Sedaj (1967): Količina snovi v sistemu, ki vsebuje enako količino osnovniih entitet , kot jih ima 0,012 kilograma ogljika-12. - V bodoče (2019): Količina snovi natančno 6,02214076×1023 osnovnih entitet. To število je fiksna numerična vrednost za Avogadrovo konstanto, NA, če je izražena v enoti mol−1 (Avogadrovo število). |
| kandela | cd           | J                | svetilnost                 | - Prej (1946): Vrednost nove kandele je definirana tako, da celotna svetilnost svetila pri temperaturi strjevanja platine znaša 60 novih kandel na kvadratni centimeter. - Sedaj (1979): Svetilnost v dani smeri za vir, ki oddaja monokromatično sevanje frekvence 5,4×1014 Hz z jakostjo intenziteto sevanja v dani smeri ⁠1/683⁠ watta na steradian]. Opomba: obe definiciji, stara in nova, sta približno enaki svetilnosti sveče iz kitovega loja s konca 19. stoletja. |
| Opombe 1. 2. 3. 4. Avtorji definicij za razne osnovne enote pod Prej v tabeli zgoraj so: - FG = francoska vlada - IEC = Mednarodna komisija za elektrotehniko - (International Electrotechnical Commission) - ICAW = Mednarodni odbor za atomske teže International Committee on Atomic Weights Za vse druge definicije so osnova odločitve CGPM ali CIPM in so dokumentirane v Brošuri SI. |              |                  |                            | |

Zgodnji metrični sistemi so definirali enoto teže kot osnovno enoto, SI pa opredeljuje analogno enoto mase. V vsakodnevni uporabi sta te večinoma medsebojno zamenljivi, vendar je v znanstvenih okvirih razlika pomembna. Masa, strogo inercialna masa, predstavlja količino snovi. Pospešek telesa se nanaša na uporabljeno silo preko Newtonovega zakona, F = m × a: sila je enaka masi krat pospešek. Sila 1 N (newton) bo maso 1 kg pospešila s pospeškom 1 m/s2. To velja vedno, tako za maso v vesolju kot za maso v težnostnem polju, npr. na zemeljski površini. Teža je sila, ki deluje na telo zaradi težnosti, zato je teža mase odvisna od moči gravitacijskega polja. Teža 1 kg mase na zemeljski površini je m×g ; masa krat pospešek zaradi težnosti, kar znaša 9,81 Newtonov  na površini Zemlje in približno 3,5 Newtonov na Marsu. Ker je pospešek zaradi gravitacije lokalen in je odvisen od lokacije in nadmorske višine, teža za natančne meritve lastnosti snovi in kot osnovna enota ni primerna.

### Izpeljane enote
Izvedene enote v SI so oblikovane kot potence, zmnožki ali količniki osnovnih enot; njihovo število je neomejeno.:103 :3 Izpeljane enote so povezane z izpeljanimi količinami; hitrost je na primer količina, izpeljana iz osnovnih količin časa in dolžine, zato je dimenzija zanjo v SI meter na sekundo (simbol m/s). Z drugo besedo, dimenzije izvedenih enot se izrazijo z dimenzijami osnovnih enot.
Kombinacije osnovnih in izpeljanih enot se lahko uporabijo za izražanje drugih izpeljanih enot. Na primer, SI enota sile je newton (N), SI enota tlaka je pascal (Pa) - ki ga je mogoče definirati kot en newton na kvadratni meter (N/m2).
| imeopomba 1 | simbol | fizikalna količina                                           | v drugih enotah SI | v osnovnih enotah SI |
| --- | ------ | ------------------------------------------------------------ | ------------------ | -------------------- |
| radiannote 2 | rad    | kot                                                          | 1                  | (m⋅m−1)              |
| steradiannote 2 | sr     | prostorski kot                                               | 1                  | (m2⋅m−2)             |
| hertz | Hz     | frekvenca                                                    |                    | s−1                  |
| newton | N      | sila, teža                                                   |                    | kg⋅m⋅s−2             |
| paskal | Pa     | tlak                                                         | N/m2               | kg⋅m−1⋅s−2           |
| džul | J      | energija, delo, toplota                                      | N⋅m = Pa⋅m3        | kg⋅m2⋅s−2            |
| vat | W      | moč                                                          | J/s                | kg⋅m2⋅s−3            |
| coulomb | C      | električni naboj ali količina elektrike                      |                    | s⋅A                  |
| volt | V      | električna napetost (električni potencial), jakost el. polja | W/A                | kg⋅m2⋅s−3⋅A−1        |
| farad | F      | kapacitivnost                                                | C/V                | kg−1⋅m−2⋅s4⋅A2       |
| ohm | Ω      | električni upor, impedanca, reaktanca                        | V/A                | kg⋅m2⋅s−3⋅A−2        |
| siemens | S      | electrična prevodnost                                        | Ω−1                | kg−1⋅m−2⋅s3⋅A2       |
| weber | Wb     | magnetni pretok                                              | V⋅s                | kg⋅m2⋅s−2⋅A−1        |
| tesla | T      | magnetno polje (gostota magnetnega pretoka)                  | Wb/m2              | kg⋅s−2⋅A−1           |
| henry | H      | induktivnost                                                 | Wb/A               | kg⋅m2⋅s−2⋅A−2        |
| stopinja Celzija | °C     | temperatura relativno na 273,15 K                            |                    | K                    |
| lumen | lm     | svetlobni tok                                                | cd⋅sr              | cd                   |
| luks | lx     | osvetljenost                                                 | lm/m2              | m−2⋅cd               |
| beckverel | Bq     | radioaktivnost (razpadov na enoto časa)                      |                    | s−1                  |
| gray | Gy     | absorbirana doza (ionizirajočega sevanja)                    | J/kg               | m2⋅s−2               |
| sievert | Sv     | ekvivalentna doza (ionizirajočega sevanja)                   | J/kg               | m2⋅s−2               |
| katal | kat    | katalitična aktivnost                                        |                    | mol⋅s−1              |
| Opombe 1. Tabela je urejena tako, da izpeljana enota pride na vrsto po navedbi enot, s katerimi je definirana. 2. Radian in steradian sta definirana kot izpeljani enoti brez dimenzije. |        |                                                              |                    |                      |

### Predpone
Predpone se dodajo imenom enot za večkratnike in pod-večkratnike prvotne enote. Vedno gre za cele potence števila deset, nad sto ali pod stotinko pa cele potence števila tisoč. Na primer, kilo- pomeni večkratnik tisoč in mili- označuje večkratnik tisočinke, tako da je ima meter tisoč milimetrov, kilometer pa tisoč metrov. Predpone se nikoli ne kombinirajo, milijoninka metra je mikrometer in ne milimilimeter. Večkratniki kilograma se imenujejo. kot da je osnovna enota gram, zato je milijoninka kilograma miligram in ne mikrokilogram.:122 :14 Če predpone uporabljamo za oblikovanje večkratnikov in podskupin osnovne in izvedenih enot SI, nastale enote niso več koherentne.:7
BIPM določa dvajset predpon za mednarodni sistem enot (SI): 
| \| jota \| Y \| 10008 \| 1024 \| 1000000000000000000000000 \| 1991 \| \| \| \| zeta \| Z \| 10007 \| 1021 \| 1000000000000000000000 \| 1991 \| \| \| \| eksa \| E \| 10006 \| 1018 \| 1000000000000000000 \| 1975 \| \| \| \| peta \| P \| 10005 \| 1015 \| 1000000000000000 \| 1975 \| \| \| \| tera \| T \| 10004 \| 1012 \| 1000000000000 \| 1960 \| \| \| \| giga \| G \| 10003 \| 109 \| 1000000000 \| 1960 \| \| \| \| mega \| M \| 10002 \| 106 \| 1000000 \| 1873 \| \| \| \| kilo \| k \| 10001 \| 103 \| 1000 \| 1795 \| \| \| \| hekto \| h \| 10002/3 \| 102 \| 100 \| 1795 \| \| \| \| deka \| da \| 10001/3 \| 101 \| 10 \| 1795 \| \| \| \| \| \| 10000 \| 100 \| 1 \| – \| \| \| \| deci \| d \| 1000−1/3 \| 10−1 \| 0,1 \| 1795 \| \| \| \| centi \| c \| 1000−2/3 \| 10−2 \| 0,01 \| 1795 \| \| \| \| mili \| m \| 1000−1 \| 10−3 \| 0,001 \| 1795 \| \| \| \| mikro \| μ \| 1000−2 \| 10−6 \| 0,000001 \| 1873 \| \| \| \| nano \| n \| 1000−3 \| 10−9 \| 0,000000001 \| 1960 \| \| \| \| piko \| p \| 1000−4 \| 10−12 \| 0,000000000001 \| 1960 \| \| \| \| femto \| f \| 1000−5 \| 10−15 \| 0,000000000000001 \| 1964 \| \| \| \| ato \| a \| 1000−6 \| 10−18 \| 0,000000000000000001 \| 1964 \| \| \| \| zepto \| z \| 1000−7 \| 10−21 \| 0,000000000000000000001 \| 1991 \| \| \| \| jokto \| y \| 1000−8 \| 10−24 \| 0,000000000000000000000001 \| 1991 \| \| \| \| \| \| \| \| \| \| \| \| |          |           |         |                            |          |  |  |
| Predpona | Predpona | Baza 1000 | Baza 10 | Decimalno                  | Sprejeto |  |  |
| ime | simbol   | Baza 1000 | Baza 10 | Decimalno                  | Sprejeto |  |  |
| jota | Y        | 10008     | 1024    | 1000000000000000000000000  | 1991     |  |  |
| zeta | Z        | 10007     | 1021    | 1000000000000000000000     | 1991     |  |  |
| eksa | E        | 10006     | 1018    | 1000000000000000000        | 1975     |  |  |
| peta | P        | 10005     | 1015    | 1000000000000000           | 1975     |  |  |
| tera | T        | 10004     | 1012    | 1000000000000              | 1960     |  |  |
| giga | G        | 10003     | 109     | 1000000000                 | 1960     |  |  |
| mega | M        | 10002     | 106     | 1000000                    | 1873     |  |  |
| kilo | k        | 10001     | 103     | 1000                       | 1795     |  |  |
| hekto | h        | 10002/3   | 102     | 100                        | 1795     |  |  |
| deka | da       | 10001/3   | 101     | 10                         | 1795     |  |  |
| |          | 10000     | 100     | 1                          | –        |  |  |
| deci | d        | 1000−1/3  | 10−1    | 0,1                        | 1795     |  |  |
| centi | c        | 1000−2/3  | 10−2    | 0,01                       | 1795     |  |  |
| mili | m        | 1000−1    | 10−3    | 0,001                      | 1795     |  |  |
| mikro | μ        | 1000−2    | 10−6    | 0,000001                   | 1873     |  |  |
| nano | n        | 1000−3    | 10−9    | 0,000000001                | 1960     |  |  |
| piko | p        | 1000−4    | 10−12   | 0,000000000001             | 1960     |  |  |
| femto | f        | 1000−5    | 10−15   | 0,000000000000001          | 1964     |  |  |
| ato | a        | 1000−6    | 10−18   | 0,000000000000000001       | 1964     |  |  |
| zepto | z        | 1000−7    | 10−21   | 0,000000000000000000001    | 1991     |  |  |
| jokto | y        | 1000−8    | 10−24   | 0,000000000000000000000001 | 1991     |  |  |
| |          |           |         |                            |          |  |  |

1. ↑  Predpone, sprejete pred 1960, so se že uporabljale pred SI. 1873 je leto, ko se je uvedel CGS sistem.

 Veliko znanstvenih, tehničnih in komercialnih literatur še vedno uporablja številne enote, ki jih SI ne vsebuje. Nekatere enote so globoko prepletene z zgodovino in kulturo, njihove SI alternative jih niso v celoti izrinile iz vsakodnevne uporabe. CIPM je priznala in pristala na te tradicije; sestavila je seznam enot, ki niso vključene v SI, ki pa so sprejete za uporabo s SI razvrščene v naslednje skupine::123–129 :7–11 
- Enote brez SI, ki so sprejete za uporabo s SI (tabela 6): 
Določene enote za čas, kot in stare enote brez SI imajo dolgo zgodovino dosledne uporabe. Večina družb je uporabila sončni dan in njegove ne-decimalne pododdelke kot osnovo časa, ki so za razliko od čevlja ali funta bile enake ne glede na to, kje so bile merjene. Radian, ki je ⁠1/2π⁠ revolucije, ima matematične prednosti, vendar je za navigacijo okoren in, kot je pri času, so enote, ki se uporabljajo za navigacijo, v veliki meri skladni po vsem svetu. Tono, liter in hektar je CGPM sprejel leta 1879 in jih obdržal kot enote, ki se lahko uporabljajo skupaj z enotami SI, saj imajo enolične simbole. Katalogizirane enote so minuta, ura, dan, stopnja loka, minuta loka, sekunda, hektar, liter, tona, astronomska enota. Nekatere od enot v tabeli 7 in 8 so prav tako sprejete za uporabo s SI.
- Ne-SI enote, katerih vrednosti v enotah SI je treba pridobiti eksperimentalno (tabela 7): 
Fiziki pogosto uporabljajo merske enote, ki temeljijo na naravnih pojavih, zlasti kadar so količine, povezane s temi pojavi, veliko večje ali manjše od enakovredne enote SI. Najpogostejše so katalogizirane v SI brošuri, skupaj s konsistentnimi simboli in sprejetimi vrednostmi, vendar z opozorilom, da je treba njihove vrednosti meriti v enotah SI. 
elektronvolt (simbol eV) in daltonska/enotna atomska masna enota (Da ali u)

- Druge enote, ki niso v SI (tabela 8): 
Številne enote, ki niso bile formalno odobrene s strani CGPM, se še vedno uporabljajo po vsem svetu na številnih področjih, vključno z zdravstvenim varstvom in navigacijo. Tako kot pri merskih enotah v tabelah 6 in 7 jih je CIPM katalogiziral v brošuri SI, da bi zagotovili dosledno uporabo, vendar s priporočilom, da jih morajo avtorji, ki jih uporabljajo, opredeliti povsod, kjer se uporabljajo. 
bar, milimeter živega srebra, Angström, navtična milja, barn, vozel, neper, bel in decibel

V interesu standardizacije zdravstvenih enot, ki se uporabljajo v jedrski industriji, je 12. CGPM (1964) sprejel nadaljnjo uporabo curie (simbol Ci) kot ne-standardno enoto aktivnosti za radionuklide;[6]:152 Izvedene enote SI bekerel, sievert in gray so bile sprejete v poznejših letih. Podobno je bil za merjenje krvnega tlaka obdržan milimeter živega srebra (simbol mmHg).[6]:127
- S CGS in CGS-Gaussovim sistemom povezane enote, ki niso v SI (Tabela 9): 
SI priročnik tudi katalogizira številne opuščene merske enote, ki se uporabljajo na določenih področjih, kot sta geodezija in geofizika, ali ki jih je najti v literaturi, zlasti v klasični in relativistični elektrodinamiki, kjer imajo določene prednosti. Enote, ki so katalogizirane, so: 
erg, dina, poise, stokes, stilb, fot, gal, maxwell, gauss, in oersted.

### Skupni pojmi metričnih enot
Osnovne enote metričnega sistema, kot so bile prvotno opredeljene, so predstavljale skupne količine ali odnose v naravi. Predstavljajo jih še vedno - sodobne natančno določene količine so izboljšave definicije in metodologije, vendar še vedno z enakimi velikostmi. V primerih, ko laboratorijska natančnost morda ni potrebna ali na voljo, ali če so približki dovolj dobri, lahko zadostujejo prvotne opredelitve.
- Sekunda je 1/60 minute, ki je 1/60 ure, ki je 1/24 dneva, tako da je sekunda 1/86400 dneva; sekunda je čas, ki ga potrebuje trden predmet, da prosto pade 4,9 metra iz mirujoče lege.
- Meter je blizu dolžine nihala, ki ima periodo 2 sekundi; mize so večinoma približno 0,75 metra visoke; zelo visok človek (košarkar) je visok približno 2 metra.
- Kilogram je masa litra hladne vode; kubični centimeter ali mililiter vode ima maso enega grama; kovanec za 1 evro, 7,5 g; Sacagawea ameriški kovanec za 1 dolar, 8,1 g; kovanec za 50-penijev UK 8,0 g.
- Kandela je približno svetlost zmerno svetle sveče ali 1 moč sveče; a 60 W žarnica z žarilno nitko iz volframa ima svetilnost okoli 64 kandel.
- Mol snovi ima maso, enako njeni molekulski masi, izraženi v gramih; masa mola kuhinjske soli je 58,4 g.
- Temperaturna razlika enega kelvina je enaka eni stopinji Celzija: 1/100 temperaturne razlike med zmrzovališčem in vreliščem na morski višini; absolutna temperatura v kelvinih je temperatura v stopinjah Celzija plus približno 273; telesna temperatura je približno 37 °C ali 310 K.
- Žarnica 60 W z žarilno nitko porabi 0,5 ampera pri 120 V (ameriška omrežna napetost) in približno 0,26 ampera pri 230 V (evropska omrežna napetost).

## Leksikografske konvencije

### Imena enot
Simboli za enote SI naj bi bili eni in isti, ne glede na uporabljeni jezik,:130–135 vendar pa so imena enot navadni samostalniki, uporabljajo nabor znakov ter sledijo slovničnim pravilom zadevnega jezika. Imena enot sledijo slovničnim pravilom, povezanim z običajnimi samostalniki: v angleščini in francoščini se začnejo z malimi črkami (npr. newton, hertz, pascal), tudi če se simbol za enoto začne z veliko črko. To velja tudi za "stopinje Celzija", ker je "stopinja" enota. Uradna britanska in ameriška črkovanja se za nekatere enote SI razlikujejo - britanska angleščina, pa tudi avstralska, kanadska in novozelandska angleščina, črkujejo deca-, metre in litre, ameriška angleščina pa črkuje deka-, meter in liter.:3

### Simboli za enote in vrednosti količin
Čeprav je pisanje imen enot specifično za jezik, se zahteva, da se simboli za enote in vrednosti količin pišejo dosledno v vseh jezikih, zato vsebuje glede tega SI brošura posebna pravila glede njihovega pisanja.:130–135 Smernice, ki jih je pripravil Nacionalni inštitut za standarde in tehnologijo (NIST)  pojasnjujejo jezikovno specifična področja v zvezi z ameriško angleščino, ki jih je Brošura SI pustila odprta, vendar je sicer identična brošuri SI.

#### Splošna pravila
Splošna pravila  za pisanje enot SI in količin se nanašajo na besedilo, ki je ročno napisano ali izdelano z avtomatiziranim postopkom:
- Vrednost količine se zapiše kot število, ki mu sledi presledek (ki predstavlja znak množenja) in simbol enote; npr. 2,21 kg, 73×102 m2, 22 K. To pravilo izrecno vključuje znak za odstotek (%) [6]:134 in simbol za stopnje temperature (°C).[6]:133 Izjeme so simboli za ravninske kotne stopnje, minute in sekunde (°, ′ in ″), ki so postavljeni takoj za številko brez posrednega prostora.
- Simboli so matematične entitete, ne pa okrajšave, in se kot taki ne končujejo s piko (.), razen če pravila slovnice to zahtevajo zaradi kakega drugega razloga, kot je na primer konec stavka.
- Predpona je del enote in njen simbol je dodan simbolu enote brez ločila (npr. k v km, M v MPa, G v GHz, μ in μg). Sestavljene predpone niso dovoljene. Predpisana enota je atomska v izrazih (npr. Km2 je enakovreden (km) 2).
- Simboli za izpeljane enote, ki se tvorijo z množenjem, se spajajo s središčnico () ali z neprekinjenim presledkom; npr. N⋅m ali N m.
- Simboli za izpeljane enote, ki jih tvori delitev, so združeni s solidusom (/) ali pa so podani kot negativni eksponent. Npr. "Meter na sekundo" se lahko zapiše m/s, m s −1, m⋅s −1 ali ⁠m/s⁠. Solidus ne sme biti uporabljen več kot enkrat v danem izrazu brez oklepajev. da ne pride do dvoumnosti; npr. kg/(m⋅s2) in kg⋅m−1 s−2 sta sprejemljiva, kg/m/s2 pa je dvoumen, zatorej nesprejemljiv.

- Prva črka simbolov za enote, ki izhajajo iz imena osebe, je napisana z velikimi črkami ; v nasprotnem primeru so napisani z malimi črkami. Npr. Enota tlaka je poimenovana po Blaiseu Pascalu, zato je njen simbol napisan kot "Pa", vendar je simbol za mol napisan "mol". Tako je "T" simbol za teslo, enoto jakosti magnetnega polja, in "t" simbol za tono, merilo mase. Od leta 1979 se lahko liter izjemoma napiše z velikimi črkami "L" ali z malimi črkami "l"; vzrok za odločitev je podobnost male črke "l" in številke "1", zlasti pri nekaterih zalogah črk ali pri angleškem ročnem slogu pisave. Ameriški NIST priporoča, da se v Združenih državah uporablja "L" in ne "l".
- Simboli nimajo množinske oblike, npr kg, vendar ne 25 kgov.
- Predpone velikih in malih črk niso zamenljive. Npr. Količini 1 mW in 1 MW predstavljajo dve različni količini (milivat in megavat).
- Simbol za decimalno oznako je bodisi pika ali vejica. V praksi se decimalna pika uporablja v večini angleško govorečih držav in večini Azije, vejica pa po večini Latinske Amerike in v kontinentalnih evropskih državah .[20]
- Kot ločilo naj se uporablja presledek (1000000) namesto pik ali vejic (1.000.000 ali 1,000,000), da ne bi prihajalo do zmede zaradi razlik v različnih državah.
- Deljenju vrstice znotraj številke, znotraj sestavljene enote ali med številko in enoto, se je treba izogibati. Kjer to ni mogoče, morajo prelomi vrstic sovpadati z ločili za tisoče.
- Ker se pomeni "milijard" in "milijonov" in "bilijonov" od jezika do jezika razlikujejo, je bolje izogibati se brezrazsežnim izrazom, kot so "dnm", "ppb", "ppt" itd. Brošura SI za ta problem ne ponuja rešitve.

#### Tiskanje simbolov SI
Pravila za tiskanje količin in enot so del standarda ISO 80000-1: 2009. Nadaljnja pravila  so določena v zvezi s proizvodnjo besedila s tiskarskimi stroji, urejevalniki besedil, tiskalniki ipd.

#### Primeri različnih simbolov, ki se uporabljajo po celem svetu za kilometre na uro
- Tajska
- Nemčija
- Nemčija
- Belgija
- Združeno kraljestvo
- Danska
- Francija
- Indija

Imenovalec "ura" (h) se pogosto prevaja v jezik države: 
- Malezija
- Švedska

Države z zgodovinskimi povezavami z Združenimi državami pogosto mešajo mednarodni "km/h" z ameriškim "MPH" 
- Filipini
- Samoa

## Mednarodni sistem količin
SI brošura
Pisanje in vzdrževanje brošure CGPM izvaja eden od odborov Mednarodnega odbora za uteži in ukrepe (CIPM). Opredelitve pojmov "količina", "enota", "dimenzija" itd., Ki se uporabljajo v brošuri SI so tiste, ki so podane v mednarodnem besednjaku meroslovja .
 Količine in enačbe, ki nudijo kontekst, v katerem so enote SI opredeljene, dandanes imenujemo Mednarodni sistem količin (ISQ). Sistem temelji na količinah, ki so osnova za vsako od sedmih osnovnih enot sistema SI. Druge količine, kot so površina, tlak in električna upornost, izhajajo iz teh osnovnih količin z jasnimi ne-protislovnimi enačbami. ISQ določa količine, ki se merijo z enotami SI. ISQ je definiran v mednarodnem standardu ISO / IEC 80000 in je dokončan leta 2009 z objavo ISO 80000-1 .

## Realizacija enot
Metrologi skrbno razlikujejo med definicijo enote in njeno realizacijo. Vsaka osnovna enota SI je opredeljena na enoličen način, kar zagotavlja dobro teoretično osnovo za kolikor je mogoče natančne in ponovljive meritve. Realizacije definicije enote je postopek, v katerem se opredelitev uporabi za določitev vrednosti in s tem povezane negotovosti za količino iste vrste kot je enota. Opis mise en pratique  osnovnih enot je naveden v elektronskem dodatku k brošuri SI.:168–169
Objavljena mise en pratique ni edini način, na katerega se osnovna enota lahko določi: SI brošura navaja, da se "lahko vsaka metoda, ki je skladna z zakoni fizike, uporabi za realizacijo katerekoli enote SI." :111 V sedanji (2016) izvedbi prenovljenih opredelitev osnovnih enot so različni posvetovalni odbori CIPM zahtevali, da se za določitev vrednosti vsake enote razvije več kot en mise en pratique. V prvi vrsti:
- Pri določanju kilograma naj se opravijo najmanj trije ločeni poskusi z relativno standardno negotovostjo, ki ni večja od 5×10−8 in med katerimi mora biti vsaj pri eni od teh meritev negotovost pod 2×10−8. V eksperimente je treba vključiti tako tehtnico Kibble kot projekt Avogadro in uskladiti vse medsebojne razlike.[27][28]
- Ko se določa kelvin, mora relativno sme Boltzmannova konstanta, določena na osnovi dveh bistveno različnih metod (kot sta recimo zvočna plinska termometrija in dielektrična plinska termometrija s konstantnim tlakomi), odstopati za manj kot 10−6; te vrednosti treba potrditi z drugimi meritvami .[29]

## Razvoj SI

### Spremembe v SI
Mednarodni urad za uteži in mere (BIPM) je SI opisal kot "sodobni metrični sistem".:95 Spreminjajoča se tehnologija je privedla do razvoja opredelitev in standardov, ki so sledili dvema glavnima usmeritvama - spremembam v samem sistemu SI in razjasnitvi glede uporabe merskih enot, ki niso del sistema SI, pa se kljub temu še vedno po vsem svetu uporabljajo.
Po letu 1960 je CGPM uvedel številne spremembe v SI, da bi zadovoljil potrebe posebnih področij, zlasti področji kemije in radiometrije. Tu gre večinoma za razširitve seznama imenovanih izpeljanih enot, med drugim za mol (simbol mol) za količino snovi, pascal (simbol Pa) za tlak, siemens (simbol S) za električno prevodnost, bekerel (simbol Bq).) za " aktivnost radionuklidov", gray (simbol Gy) za ionizirajoče sevanje, sievert (simbol Sv) kot enoto za ekvivalentni odmerek sevanja, in katal (simbol kat) za katalitično aktivnost.:156 :156 :158 :159 :165
Z napredki v znanstveni natančnosti pri velikih in majhnih dimenzijah se je razpon odobrenih predpon med pico- (10−12) in tera- (1012) razširil na 10−24 na 1024.:152 :158 :164
Definicijo standardnega metra iz leta 1960 na osnovi valovnih dolžin specifičnega sevanja atomov kriptona 86 je nadomestila razdalja, ki jo svetloba v vakuumu preleti v natanko ⁠1/299792458⁠ sekunde, tako da je hitrost svetlobe sedaj predstavlja ekzaktno določeno konstanto narave.
Nekaj sprememb v konvencijah za oznake je pomagalo zmanjšati leksikografske dvoumnosti. Analiza pod okriljem CSIRO, ki jo je leta 2009 objavila Royal Society, je pokazala, da je cilj nedvoumnosti na ravni univerzalne strojne berljivosti uresničljiv.

### Ponovne opredelitve leta 2019
Po ponovni določitvi metra leta 1960 je kilogram ostal edina osnovna enota SI, ki temelji neposredno na posebnem fizičnem artefaktu, mednarodnem prototipu kilograma (IPK), za njegovo opredelitev in tako edino enoto, ki je bila še vedno predmet rednih primerjav med nacionalnimi standardnimi kilogrami z IPK. Med 2. in 3. periodičnim preverjanjem nacionalnih prototipov kilograma je prišlo do znatnega razhajanja med maso IPK in vsemi njenimi uradnimi kopijami, shranjenimi po vsem svetu: kopije so se znatno povečale glede na IPK. Med izrednimi preverjanji, leta 2014 ob pripravi na ponovno opredelitev metričnih standardov, nadaljnje odstopanje ni bilo ugotovljeno. Kljub temu pa je preostala nestabilnost fizičnega IPK, ki je ni bilo mogoče omejiti in zmanjšati, spodkopala zanesljivost celotnega metričnega sistema pri natančnih merjenjih od majhnih (atomskih) do velikih (astrofizikalnih) dimenzij
Končni predlog je vseboval naslednje točke:
- Poleg točne vrednosti za hitrost svetlobe je treba določiti točne vrednosti še za štiri naravne konstante, za Planckovo konstanto, elementarni naboj, Boltzmannovo konstanto in Avogadrovo število.
- Mednarodni prototipni kilogram izgubi svojo dotedanjo veljavo
- Definicije za kilogram, amper, kelvin in mol se revidirajo
- Besedilo definicij za osnovne enote naj namesto eksplicitnih enot poudari definicijo na temelju eksplicitnih konstant.

Spremembe so sprejeli na 26. CGPM novembra 2018, začele bodo veljati maja 2019. Delovna skupina CODATA za temeljne konstante je napovedala posebne roke za vročitev podatkov, na osnovi katerih se bodo izračunale ob tej priliki objavljene vrednosti 

### Improvizacija enot
Enote in enote velikosti metričnega sistema, ki so postale SI, so od srede 18. stoletja improvizirali po delih iz vsakodnevnih fizikalnih količin. Šele kasneje so jih prelili v ortogonalni koherentni decimalni sistem merjenja.
Stopnja Celzija kot enota temperature izvira iz lestvice, ki jo je leta 1742 zasnoval švedski astronom Anders Celsius. Njegova lestvica je ne posebno intuitivno označila s 100 tališče vode in z 0 njeno vrelišče. Neodvisno od Celsiusa je leta 1743 francoski fizik Jean-Pierre Christin predlagal lestvico z 0 pri tališču vode in 100 pri vrelišču. Lestvica je postala znana kot centi-gradna ali 100-stopinjska temperaturna lestvica.
Metrični sistem je od leta 1791 dalje razvijal odbor Francoske akademije znanosti, pooblaščen za oblikovanje enotnega in racionalnega sistema meril  Skupina, ki je vključevala pomembne francoske znanstvenike,:89  je uporabila ista načela za odnose med dolžino, prostornino in maso, ki jih je predlagal angleški duhovnik John Wilkins leta 1668  in zamisel, ki jo je leta 1670 prvotno predlagal francoski opat Mouton,da se kot osnovo za definicijo dolžine uporabi zemeljski poldnevnik. 

Marca 1791 je skupščina sprejela načela, ki jih je predlagal odbor za novi decimalni sistem meril, vključno z metrom, ki je definiran kot 1/10.000.000 dolžine četrtine zemeljskega poldnevnika skozi Pariz, in odobrila geodetski projekt, ki naj določi natančno dolžino poldnevnika. Julija 1792 je odbor predlagal iumena za merske enote, in metre, are, litre in grave za enote dolžine, površine, prostornine in mase. Odbor je tudi predlagal, da se večkratniki in delni večkratniki teh enot označijo z decimalnimi predponami, kot so centi za stoti del in kilo za tisoč.:82
 Kasneje, med postopkom odobritve metričnega sistema, sta latinski gram in kilogram zamenjala z nekdanji državni imeni gravet (1/1000 grave) in grave. Junija 1799 so na podlagi meritev poldnevnika v francoskem državnem arhivu deponirali standarda mètre des Archives in kilogram des Archives. Kasneje istega leta je bil metrični sistem v Franciji sprejet z zakonom. Francoski sistem je bil zaradi svoje nepriljubljenosti kratkotrajen. Napoleon ga je posmehoval in leta 1812 uvedel nadomestni sistem, mesures usuelles ali "običajne ukrepe", ki je obnovil veliko starih enot, vendar na novo opredeliti v smislu metrični sistem.
V prvi polovici 19. stoletja izbira najprimernejših mnogokratnikov osnovnih enot ni bila enotna. Mnogokratnik miriameter (10000 m) se je uporabljal v Franciji in delih Nemčije, za maso pa se je uporabljal kilogram (1000 gramov) in ne miriagram.
Leta 1832 je nemški matematik Carl Friedrich Gauss, ki mu je pomagal Wilhelm Weber, implicitno določil sekundo kot osnovno enoto, ko je za magnetno polje zemlje uporabil enoto na osnovi milimetrov, gramov in sekund. Pred tem je bila moč zemeljskega magnetnega polja opisana le relativno. Tehnika, ki jo je uporabil Gauss, je bila uravnovesiti navor na suspendiranem magnetu z znano maso, ki ga povzroča magnetno polje zemlje, z vrtilnim navorom, kot posledico vpliva težnosti na enakovreden sistem. Izračunani rezultati so mu omogočili, da za magnetno polje določi dimenzije, ki temeljijo na masi, dolžini in času.
Kandela kot enota osvetljenosti je bila prvotno določena leta 1860 v angleškem pravosodju kot svetlost čiste sveče iz kitove masti, ki tehta 1/6 funta (76 gramov) in gori z navedeno hitrostjo. Francoski svetlobni standard je tedaj temeljil na svetlosti oljne svetilke Carcel. Enota je bila opredeljena kot svetlost svetilke, ki z določeno hitrostjo porablja čisto olje iz oljne repice. Deset standardnih sveč naj bi bilo približno enako eni svetilki Carcel.

### Konvencija o metru
| Francosko        | angleščina                                     | Strani  |
| ---------------- | ---------------------------------------------- | ------- |
| etaloni          | [Tehnični] standard                            | 5, 95   |
| prototip         | prototip [kilogram/meter]                      | 5,95    |
| noms spéciaux    | [Nekatere izpeljane enote imajo] posebna imena | 16,106  |
| mise en pratique | mise en pratiquee [Praktična izvedba]          | 82, 171 |

Na francosko pobudo za mednarodno sodelovanje v metrologiji je leta 1875 17 držav podpisalo Konvencijo o metrih, imenovano tudi Pogodba o Metru, za 17 držav.:353–354 Sprva je konvencija zajemala le standarde za meter in kilogram. Leta 1921 so Konvencijo o Metru razširili na vse fizične enote, tako da je CGPM dobil možnost lotiti se nedoslednosti v rabi metričnega sistema.:96
Britansko podjetje za specialno metalurgijo je iz zlitine platine (90%) in iridija (10%) izdelalo 30 prototipov za meter in 40 prototipov za kilogram, , ki jih je CGPM leta 1889 odobrila. Po enega njih so izbrali naključno za uradni mednarodni prototipni meter in mednarodni prototipni kilogram, ki sta nadomestil mètre des Archives oziroma kilogramme des Archives. Vsake države članica so dobile pravico do enega od preostalih prototipov, ki naj bi jim služil kot nacionalni prototip za njihove potrebe.
Pogodba je vzpostavila tudi številne mednarodne organizacije, ki nadzirajo upoštevanje mednarodnih meril:

### Sistemi cgs in MKS
V 60. letih 19. stoletja so James Clerk Maxwell, William Thomson (kasnejši Lord Kelvin) in drugi pod pokroviteljstvom britanskega združenja za napredek znanosti gradili na temeljih Gaussovega dela in formalizirali koncept skladnega sistema enot z osnovnimi in izpeljanimi enotami, ki so ga leta 1874 krstili centimeter – gram – sekunda sistem enot. Načelo koherentnosti so uspešno uporabili za definiranje številnih merskih enot, ki temeljijo na CGS, kot je energijo erg za energijo, dyne za silo, barye za tlak, poise za dinamično viskoznosti in stokes za kinematično viskoznost.
Leta 1879 je CIPM objavil priporočila za pisanje simbolov za dolžino, površino, prostornino in maso, vendar pa so priporočila za druge količine bila izven njegovih kompetenc. Od leta 1900 so fiziki, ki so dotlej uporabljali simbol "μ" (mu) za "mikrometre" ali "mikron", "λ" (lambda) za "mikroliter" in "γ" (gama) za "mikrogram", začeli uporabljati simbole "μm", "μL" in "μg".
Konec 19. stoletja so obstajali trije različni sistemi merskih enot za električne meritve: 
CGS-sistem za elektrostatične enote, znan tudi kot Gaussov ali ESU-sistem,
CGS-sistem za elektromehanske enote (EMU) in
Mednarodni sistem, na temelju enot, predeljenih v Konvenciji o metrih. za električne distribucijske sisteme.
Poskusi z uporabo dimenzijske analize razgraditi električne enote na osnovi dolžine, mase in časa, so bremenile težave - dimenzije so bile odvisne od tega, ali se uporablja sistem ESU ali EMU. Ta anomalija je bila rešena leta 1901, ko je Giovanni Giorgi objavil članek, v katerem je zagovarjal uporabo četrte osnovne enote ob obstoječih treh osnovnih enotah. Kot četrto enoto lahko izberemo električni tok, napetost ali električno upornost. Kot osnovna enota je bil izbran električni tok z imenovano enoto „amper“, druge električne količine pa so bile izvedene iz fizikalnih zakonov. Ta odločitev je postala temelj sistema enot MKS.
V poznem 19. in v začetku 20. stoletja so se pojavile številne neskladne merske enote, ki so temeljile na gramu/kilogramu, centimetru/metru in sekundo, kot na primer Pferdestärke (metrična konjska moč) za moč, darcy za prepustnost  in " mmHg" za barometrični in krvni tlak; nekatere med njimi so vključevale standardno težnost v svoje definicije.
Ob koncu druge svetovne vojne se je po vsem svetu uporabljalo veliko različnih sistemov merjenja. Nekateri med njimi so bili različni metrični sistemi; drugi so temeljili na običajnih sistemih merjenja, kot sta običajni sistem ZDA in ikmperialni sistem Združenega kraljestva in britanskega imperija.

### Praktični sistem enot
Leta 1948 je 9. CGPM naročil študijo za oceno potreb po meritvah znanstvenih, tehničnih in izobraževalnih skupnosti ter "za priporočila za enoten praktični sistem merskih enot, ki bo primeren za sprejetje v vseh državah, ki se držijo Konvencije o Metru". Ta delovni dokument je bil Praktični sistem merskih enot. Na podlagi te študije je 10. CGPM leta 1954 sprejel mednarodni sistem, ki izhaja iz šestih osnovnih enot, poleg enot za maso, dolžino in časovne enote sistema MKS in Giorgijevo enoto za tok še enoti za temperaturo in optično sevanje. Priporočilo navaja šest osnovnih enot: meter, kilogram, sekunda, amper, stopinja Kelvin in kandela.
Deveti CGPM je odobril tudi prvo uradno priporočilo za pisanje simbolov v metričnem sistemu, potem ko je bil sprejet temelj za pravila, kot so zdaj znana. Ta pravila so bila pozneje razširjena in zdaj zajemajo simbole in imena enot, znake in imena za predpone, kako se pišejo in uporabljajo simbole za količine ter kako se vrednosti za količine izražajo.:104,130

### Rojstvo SI
Leta 1960 je 11. CGPM rezultate 12-letne študije spojil v niz 16 resolucij. Sistem je bil imenovan Mednarodni sistem enot, skrajšano SI, na osnovi francoskega imena Le Système International d'Unités.:110 